# Стівен Велдон Сквайрес
Стівен Велдон Сквайрес (народився 9 січня 1957) — американський геолог і планетолог. Він був професором фізичних наук Джеймса А. Вікса в Корнельському університеті в Ітаці, Нью-Йорк. Область його досліджень — планетологія, зосереджена на великих твердих тілах Сонячної системи, таких як планети земної групи та супутники планет Юпітера. Сквайрес був головним дослідником місії Mars Exploration Rover Mission (MER).

## Інтернет-ресурси
- Cornell Astronomy Dept.
- Scientific American: Father of Spirit and Opportunity With the success of twin rovers on the Red Planet, Steven W. Squyres and his team are showing how to conduct robotic missions—and setting the stage for human exploration
- Mars Exploration Rovers
- Squyres bio at Zip Code Mars page
- Mars Exploration Rovers Mission Update blog
- Squyres receives Benjamin Franklin Medal for Mars Rover leadership; meanwhile, rovers keep proving their mettle, Cornell Chronicle (20 March 2007)
- Video of Steve Squyres discussing the Spirit and Opportunity missions
- Arizona State University presents Shoemaker Award to NASA's MER chief scientist
- Steve Squyres talks about space exploration with Stephen Colbert on June 7, 2006.
- Steven Squyres speaks at National Portrait Gallery about his role in launching uncrewed missions to Mars